# فاروق العقدة
الدكتور فاروق عبد الباقي العقدة عيّنه الرئيس السابق محمد حسني مبارك محافظاً للبنك المركزي المصري في ديسمبر 2003 خلفاً للدكتور محمود أبو العيون الذي كان كان يشغل المنصب منذ أكتوبر 2001. وقد عزي البعض هذا التعيين المفاجئ لفاروق العقدة لوجود خلافات بين الدكتور أبو العيون وعاطف عبيد رئيس الوزراء في ذلك الوقت ، وقال اخرون أن جمال مبارك نجل الرئيس السابق كان له دخل في هذا التعيين.
من مواليد محافظة الدقهلية عام 1946 تخرج في كلية التجارة جامعة عين شمس عام 1965 وشارك بعد تخرجه في حرب أكتوبر المجيدة عام 1973 عمل معيدا في الجامعة وواصل رحلته في اكتساب العلم حيث حصل علي الماجستير من جامعة بنسلفانيا عام 1980 ثم حصل علي الدكتوراة عام 1983 من نفس الجامعة.
بدأ في أعقاب ذلك رحلة صعود نجمه عندما عمل بالبنك الدولى بواشنطن وجامعة پنسلڤانيا وبنك إيرفنج تراست بنيويورك، ثم أصبح مديرا اقليميا لبنك أوف لاين أمريكا مصر في الفترة ما بين 1984 1986 ثم عضو مجلس إدارة اتحاد المصرفيين العرب في نيويورك حتي عام و1989 ثم عاد إلي مصر ليفيد القطاع المصرفي بخبراته التي اكتسبها حيث عمل عام 1998 مستشارا لمحافظ البنك المركزي حتي عام 2001 ثم عضو مجلس إدارة البنك الأهلي مصر في عام 2002 ثم أصبح رئيسا للبنك الأهلي في الفترة ما بين 2003 و2004 ثم تقلد منصب محافظ البنك المركزي عام 2004 ليستحق أن يطلق عليه رجل المهام الصعبة حيث تمكن من أن يأخذ بيد القطاع المصرفي في أحلك الظروف وتنفيذ خطة الإصلاح المصرفي.
ارتكزت الخطة الاصلاحية التي قادها العقدة علي خمسة محاور رئيسية تتمثل في دمج البنوك الصغيرة بما يسمح بتقوية الكيانات المصرفية والمحور الثاني تمثل في خصخصة أحد بنوك القطاع العام وتم اختيار بنك الإسكندرية لهذا الغرض ونجح في اتمام الصفقة على الرغم من العراقيل التي أحاطت بها والمحور الثالث تمثل في خصخصة مساهمات البنوك العامة في البنوك المشتركة تمهيدا لدمج هذه البنوك لإيجاد كيانات مصرفية أكثر قوة وقدرة علي المنافسة أما المحور الرابع فتمثل في إعادة الهيكلة المالية والإدارية لبنوك القطاع العام والمحورالخامس اهتم بحل مشكلة التعثر المصرفي لتوفير المناخ المناسب لعملية النمو الاقتصادي.

## وصلات خارجية
- المتعثرون.. تجربة «العقدة» الفريدة - المصري اليوم - النشر 15\9\2009 والولوج 3\12\2011